# Voice Percussion KAZZ
Voice Percussion KAZZ（ボイスパーカッション　カズ、1972年8月17日 - ）は、日本のアカペラシンガーである。ボイスパーカッション担当。人の声の重なりが生み出すア・カペラの世界で、声と息を駆使してリズムを刻む、独自のスタイルをいち早く確立した、日本におけるボイスパーカッションのパイオニア。現在は、ボーカルグループPermanent Fishのリーダーとして活躍。神戸市を拠点に日本のアカペラシーンをリード。さらに活動の場をアジアへ広げる「アカペラの旗手」的存在である。

## 経歴
Baby Boo、Permanent Fishとしての活動は各リンクを参照。

- 1972年8月7日、兵庫県神戸市出身。
- 20歳の頃、ア・カペラグループ、チキンガーリックステーキのステージに感銘を受け、ア・カペラを始める。
- 1994年 ～チキンガーリックステーキJr.～Phew Phew L!veとして活動を開始。当時から、「声が生み出すリズム」の世界を探求し、コーラス重視だったア・カペラの世界に、スピードと躍動感をもたらす。
- 1995年1月17日 阪神・淡路大震災を体験。このとき「本気でア・カペラをやっていこう」と決意。
- 1996年9月、Baby Booを結成。神戸のライブハウスCASH BOXを中心に、精力的にライブ活動を展開し、2004年11月に脱退するまで活動した。
- 2002年2月14日「プラネタリウム」でメジャー・デビュー。全国的に活動を展開し、シングル6枚、アルバム4枚をリリースした。
- 2005年1月　神戸に拠点を移し活動再開。タップダンスとギター、ボイスパーカッションの異色のリズムパフォーマンスグループ、「クロマニスタ」の一員としても活動。
- 2005年6月19日、男性5人のボーカルグループPermanent Fishを結成。ライブハウスUP&ALLと神戸のCASH BOXで、月5回のライブを開催。「人肌の届く距離」で展開される、アットホームなライブパフォーマンスが話題を呼ぶ。「ア・カペラを、世界へ」広めるべく、韓国でもライブ活動をはじめる。
- 2008年4月30日　韓国で「オッパ（兄貴）」と目されるミュージシャン、チャン・ヨンロクのプロデュースの元、アルバム「Premium K」をリリースし、メジャー・デビュー。
- 2010年2月14日　MOSAICバレンタインハーモニーライブにてBaby Booと共演。
- 2017年12月31日をもってPermanent Fishを卒業した。
- 2017年に石田裕之とともに「Bloom Works」を結成。防災士としても活動。

## ディスコグラフィ
Baby Boo（2002年～2004年）
Permanent Fish（2005年～）
- 2006年4月14日  1st mini album「Home」
- 2006年9月6日  cover mini album「City Blue」
- 2007年5月10日 2nd mini album「Love Category」
- 2007年9月20日  3rd mini album「Effective」
- 2008年1月5日  LIVE EVENT KAZZ BAR
- 2008年4月30日 韓国デビュー アルバム「Premium K」
- 2009年2月25日フルアルバム「GIVE&GIVE」
- 2009年8月16日韓国2ndアルバム「crossing」
- 2010年4月28日アルバム「reply→」
- 2010年9月22日「ジブリ・アカペラスタイル」
- 2010年10月21日ベストアルバム「Paramount Fish」

## エピソード
- KAZZ BAR／定員30人のライブハウス、UP&ALLで開催される、神戸のミュージシャンとのコラボレーション。2005年1～3月、2008年1～2月に開催。2008年のKAZZ BARには、Permanent Fishのメンバーも参加。
- 1.5ステージ／2部構成のCASH BOXのライブの、1部と2部の間に行なわれる。アマチュアや、関西の学生サークルを招いて、楽曲を披露するチャンスを与えている。
- Hot Egg LIVE／関西の学生グループとともにライブイベントを開催。コンピレーション・アルバム「KOBE Hot Egg LIVE」を制作。